# Isola di Reichenau
L'isola di Reichenau si trova nel lago di Costanza e fa parte del territorio del comune di Reichenau, nel circondario di Costanza (Baden-Württemberg). L'isola è collegata alla terraferma per mezzo di un ponte-diga.
Il nome alemanno dell'isola di Reichenau era Sindleozesauua, ma essa era conosciuta semplicemente come isola Ow o isola Auua, nome che venne latinizzato in Augia per poi diventare Augia felix, o Augia Ricca, da cui Richenow o Richenau.
Nel 2001 l'isola è stata inserita nell'elenco dei Patrimoni dell'umanità dell'UNESCO grazie all'abbazia omonima che vi sorge, alla cattedrale (dedicata alla Vergine Maria e a San Marco) e alle due chiese di San Giorgio e dei Santi Pietro e Paolo. Fra le opere d'arte contenute negli edifici dell'isola va sicuramente ricordato l'affresco rappresentante i miracoli di Cristo, nella chiesa di San Giorgio, risalente al X secolo.
Oggi l'isola è famosa anche per le fattorie di ortaggi e per i vigneti. Nei pressi dell'isola si trova la Wollmatinger Ried, una riserva naturale composta da una zona umida in cui sostano numerose specie di uccelli durante le loro migrazioni annuali.

## Storia
La storia dell'isola è strettamente legata alle vicende dell'Abbazia di Reichenau, fondata nel 724 del vescovo itinerante san Pirmino.
La leggenda dice che egli lasciò la Spagna durante l'invasione dei Mori e venne qui con l'aiuto, fra gli altri, di Carlo Martello e di alcuni signori locali, il conte Bertoldo e il duca Santfrid I. Entrato in conflitto con questi ultimi, Pirmino lasciò Richenau nel 727 e sotto il suo successore, Hatto (appartenente alla stirpe degli Hohenzollern), il monastero iniziò a fiorire. Divenne importante durante il regno dei Carolingi, come centro in cui venivano educati monaci che avrebbero poi fatto parte delle cancellerie imperiali e ducali.
L'abbazia sorgeva lungo una delle vie principali che dalla Germania portavano in Italia, in un punto in cui il passaggio del lago facilitava il cammino. Nell'abbazia si trovavano una scuola, una biblioteca ed uno scriptorium che raggiunsero una notevolissima fama nel corso del X e XI secolo come uno dei principali centri di produzione di manoscritti alluminati d'Europa, quando questa regione apparteneva al Sacro Romano Impero.
L'apice dell'abbazia venne raggiunto durante il periodo di Berno di Reichenau (1008 - 1048), durante il quale qui vivevano importanti studiosi. Nella seconda metà dell'XI secolo l'importanza dell'abbazia iniziò a declinare anche a causa delle riforme restrittive di papa Gregorio VII e della rivalità con la vicina abbazia di San Gallo. Nel 1540 il vescovo di Costanza, un antico rivale degli abati di Reichenau, divenne il signore della regione, e sotto il controllo dei vescovi successivi l'importanza dell'abbazia divenne sempre minore.
Durante l'era napoleonica l'abbazia venne abbandonata, ma la sua importantissima biblioteca non venne dispersa: venne invece spostata in parte a Karlsruhe e in parte a Monaco di Baviera.

## Geografia ed economia
L'isola si trova nella parte occidentale del lago di Costanza, fra Costanza e Radolfzell. Essa è collegata alla terraferma fin dal 1838 con un ponte-diga. Il punto più alto dell'isola si trova a 438,7 m s.l.m. e si eleva a circa 43 m sullo specchio d'acqua del lago.
Essa è lunga 4,5 km e larga 1,5 per una superficie di circa 4,3 km²: è la più grossa delle isole del lago ed è circa sei volte maggiore della seconda per dimensioni, l'isola di Lindau. Negli anni ottanta ha superato quest'ultima anche in numero di abitanti.
Degli antichi villaggi sono rimasti ufficialmente tre agglomerati: Oberzell, Mittelzell e Niederzell.
L'entità della popolazione dell'isola è stimata fra i 3 200 e i 3 300 abitanti. L'ultima rilevazione statistica ufficiale risale al censimento del 1961. Località da sudest a nordovest:
| Nr. | Dorf               | Popolazione Stima 2008 | Popolazione Censimento 1961 | Popolazione Censimento 1885 |
| --- | ------------------ | ---------------------- | --------------------------- | --------------------------- |
| 1   | Oberzell           | 511                    | 418                         | 292                         |
| 2   | Mittelzell         | 2 454                  | 1 737                       | 1 082                       |
| 3   | Niederzell         | 238                    | 198                         | 149                         |
|     | Isola di Reichenau | 3 203                  | 2 353                       | 1 523                       |

## Geologia

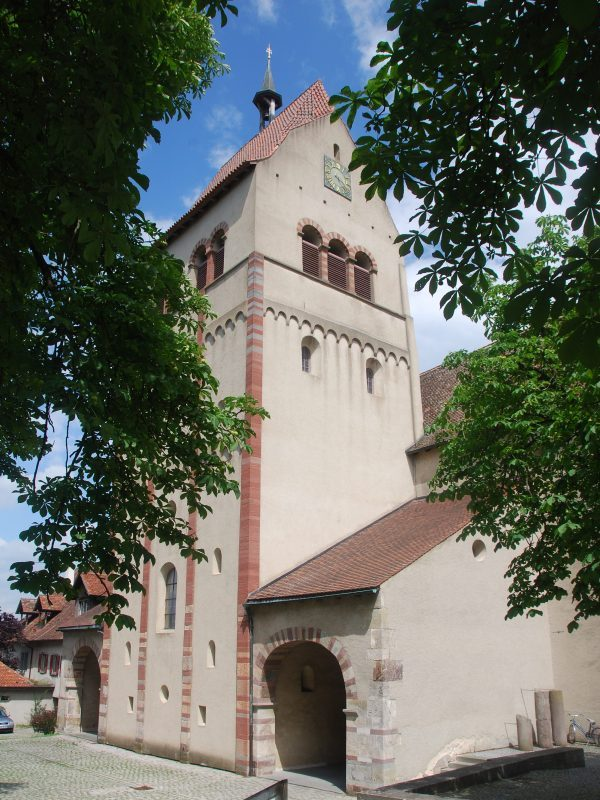
Abbazia di Reichenau: Chiesa abbaziale.

L'isola è composta da residui morenici e ghiaie, che sono state depositate alla fine dell'ultima era glaciale (Glaciazione Würm). Essa è parte di una morena, che si estende dalla diga innalzata ad est fino alla penisola di Mettnau presso Radolfzell ad ovest.

## Traffico
La diga di Reichenau, sulla quale corre un viale di pioppi di circa 1300 m, è transitabile con autoveicoli. Essa fu fatta erigere nel 1838 per iniziativa di Napoleone III, che aveva trascorso la sua giovinezza nell'antistante castello di Arenenberg.
La diga è interrotta da un passaggio largo 10 m e lungo 95, lungo il quale possono navigare le imbarcazioni e il quale è attraversato da un ponte della strada statale L 221 Costanza-Reichenau. Questo ponte è tuttavia troppo basso per le imbarcazioni a vela.
L'isola è raggiungibile con un Bus pubblico e durante l'estate anche con imbarcazioni turistiche. Battelli della Schweizerische Schifffahrtsgesellschaft Untersee und Rhein e della BSB Bodensee-Schiffsbetriebe GmbH compiono regolari viaggi giornalieri verso l'isola.

## Da visitare
- Chiesa abbaziale dei Santi Maria e Marco, dell'abbazia di Reichenau
- Basilica dei Santi Pietro e Paolo a Niederzell
- Chiesa di San Giorgio a Oberzell
- Rovine dell'antico villaggio di Schopflen ad Oberzell

## Immagini dell'isola

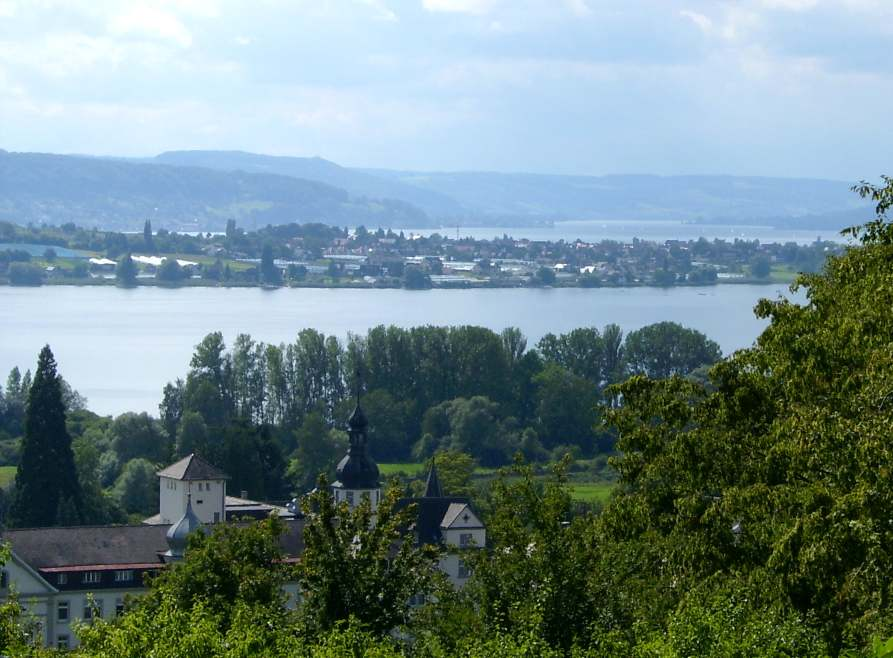
L'isola da Hegne
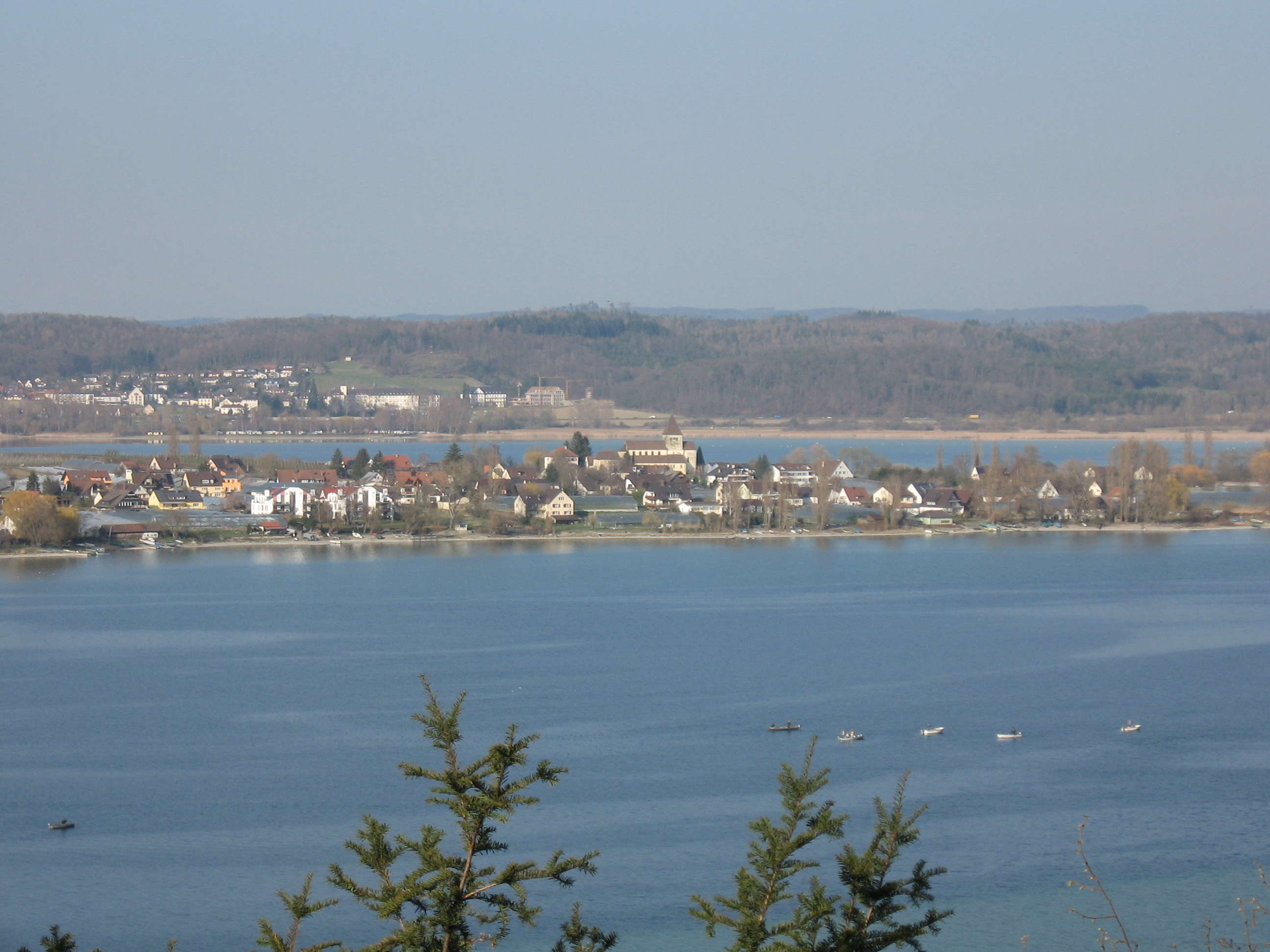
lato sudest con la Basilica di San Giorgio
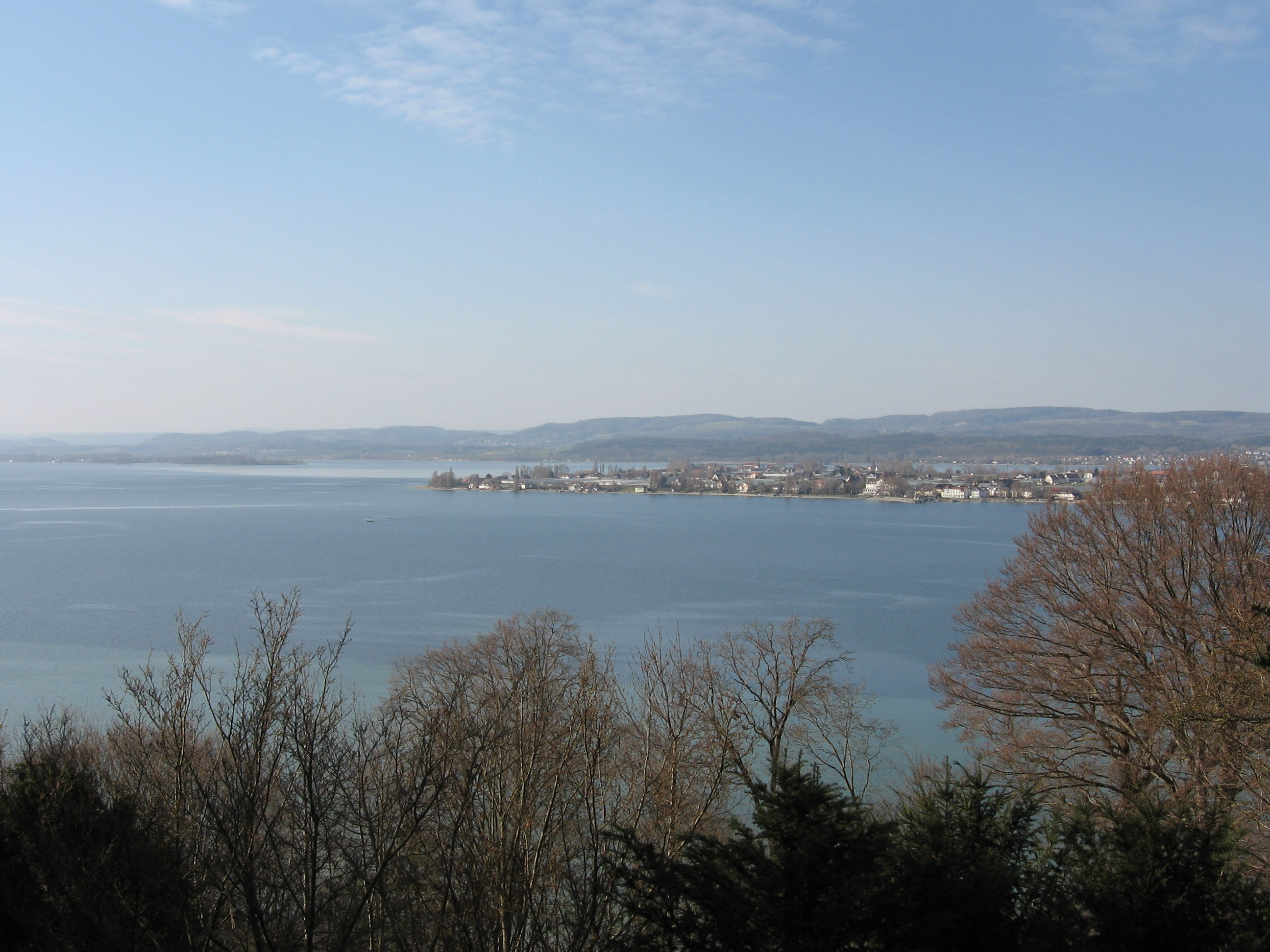
Riva sudovest
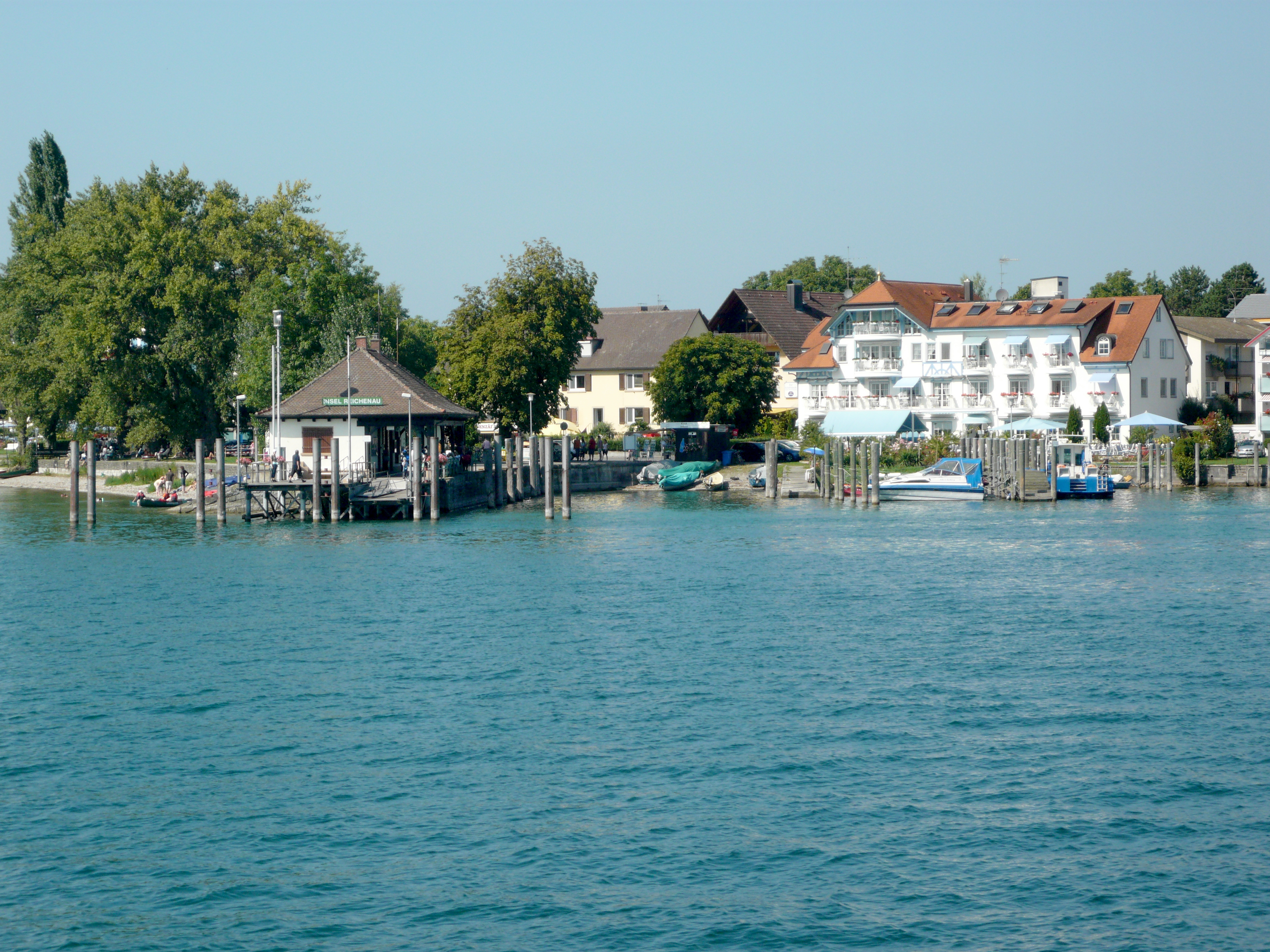
Luogo di ormeggio sul lato sud dell'isola
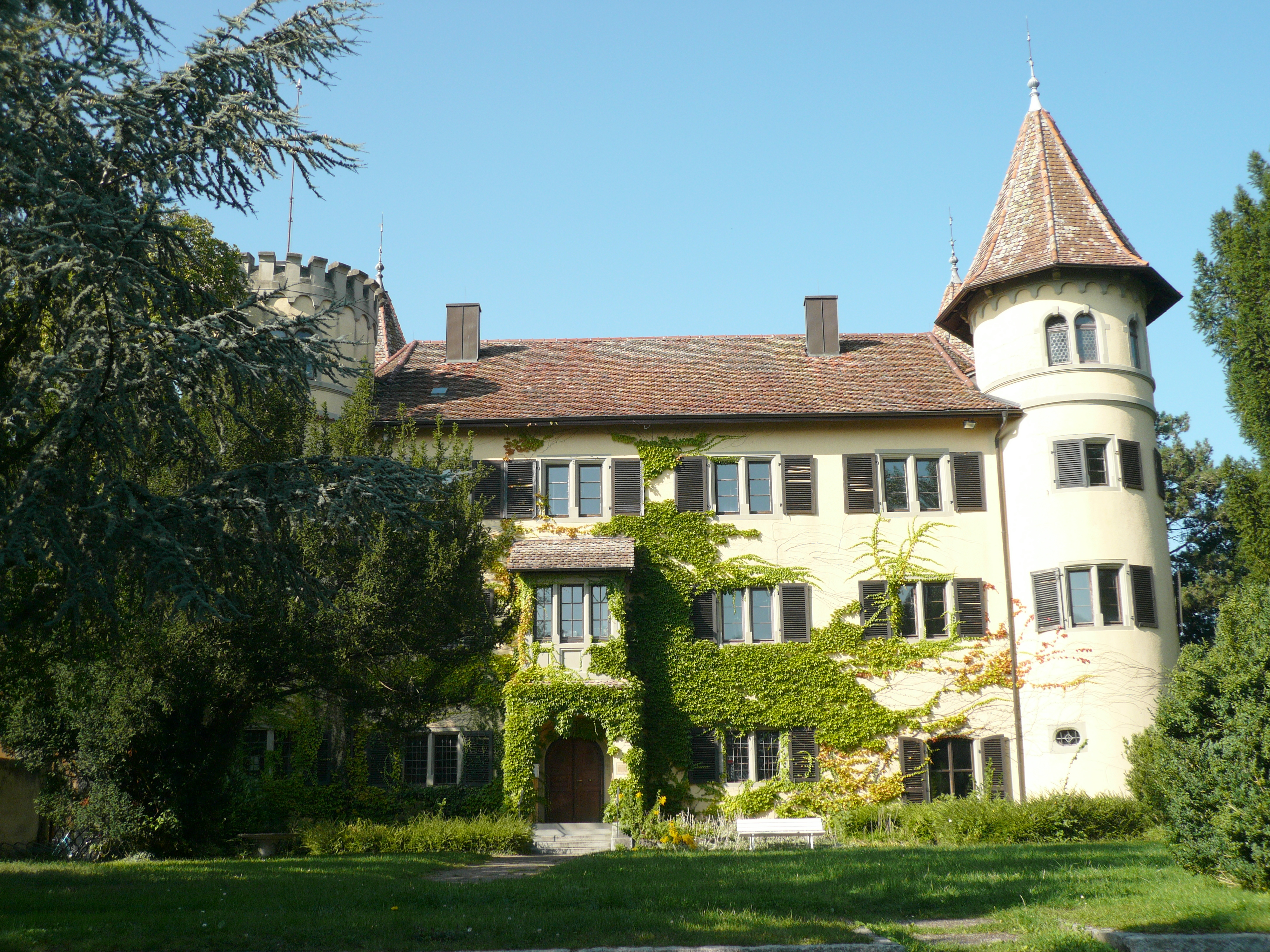
Castello di Königsegg
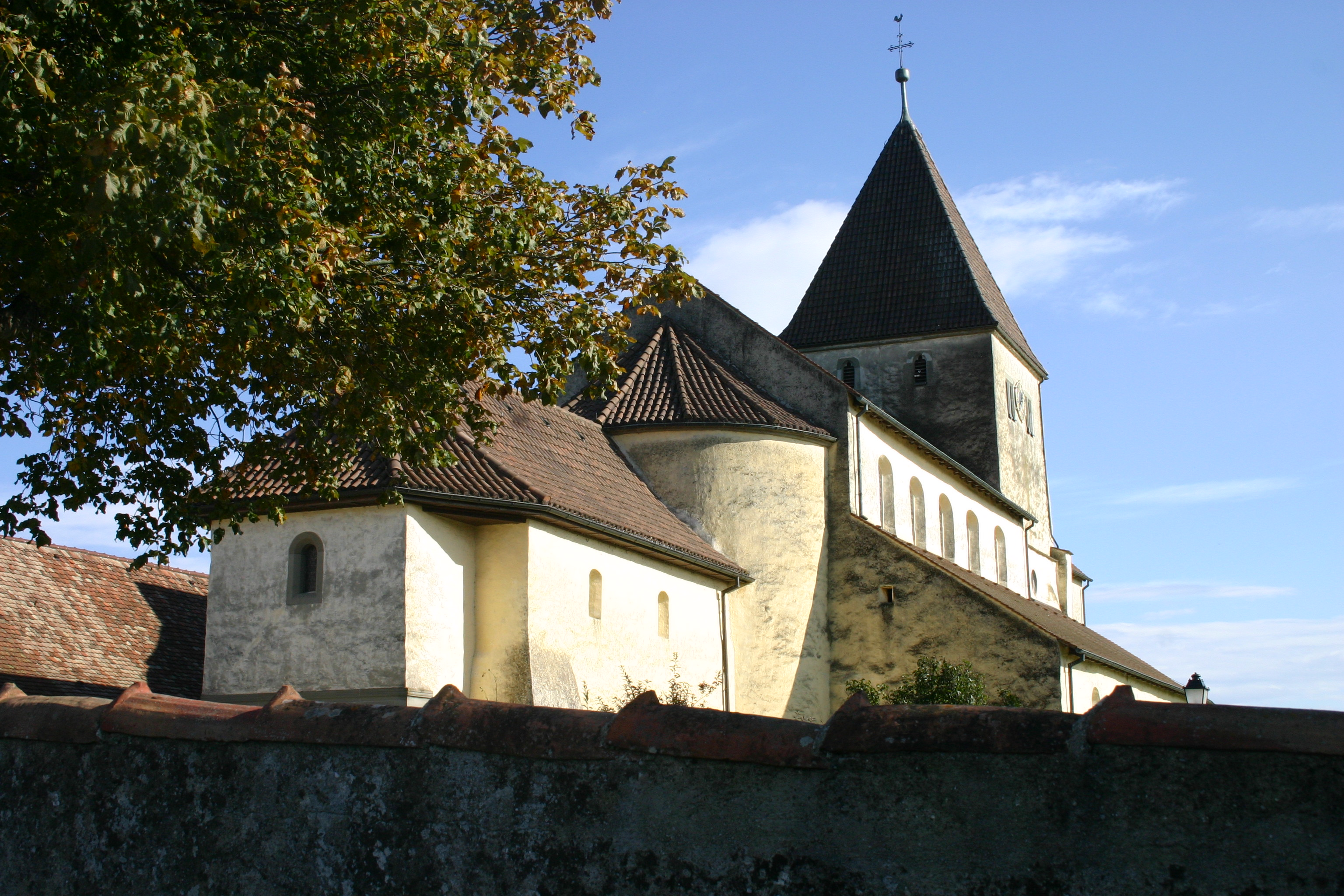
Basilica di San Giorgio in Oberzell
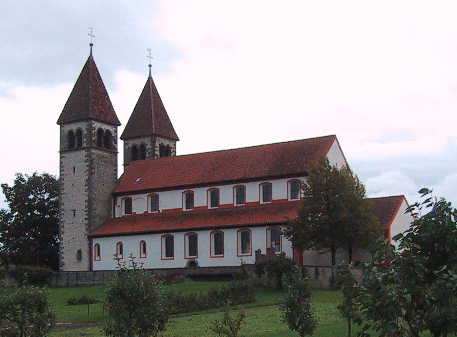
Chiesa dei santi Pietro e Paolo in Niederzell
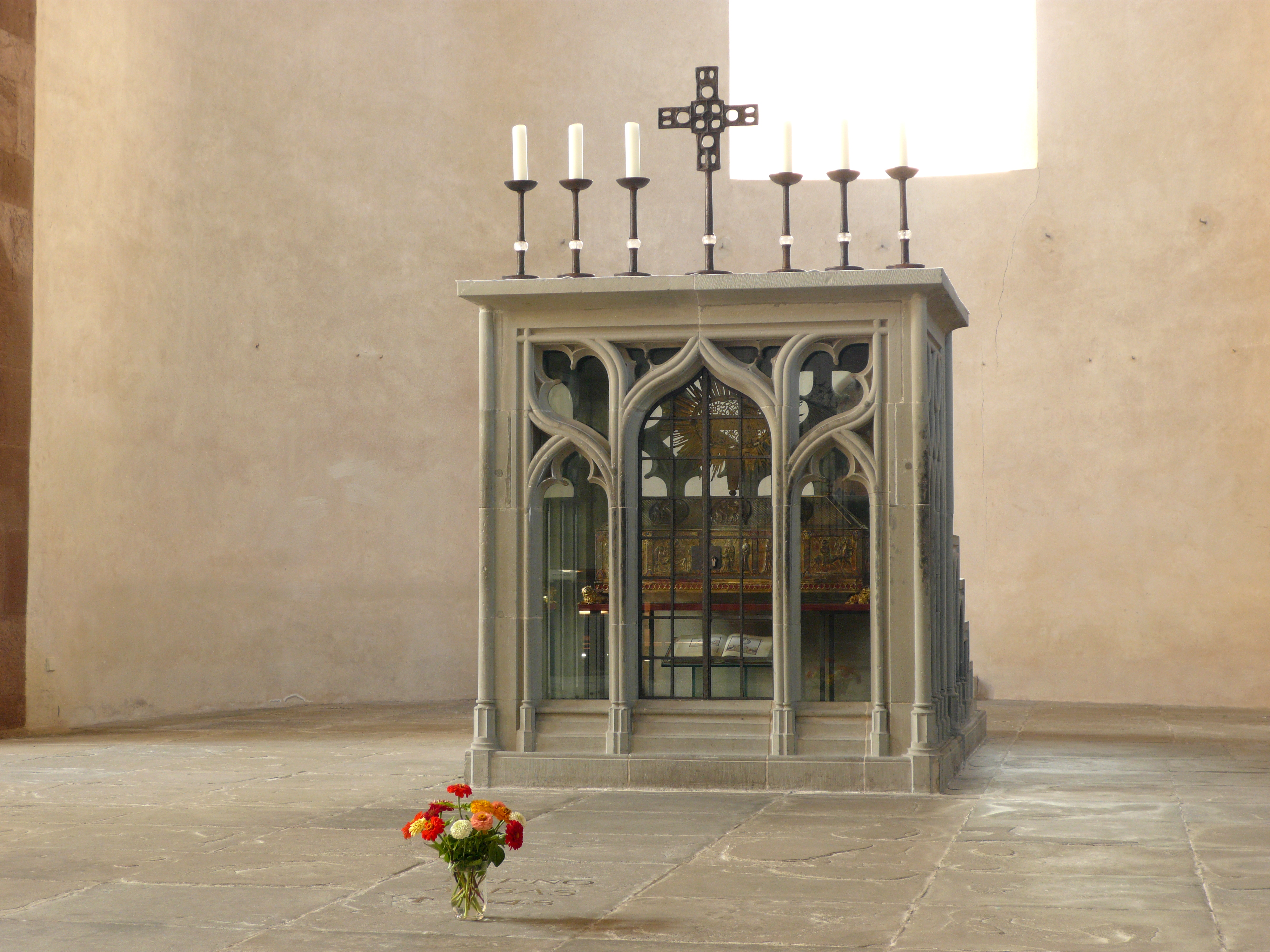
Altare di san Marco nella chiesa di Mittelzell
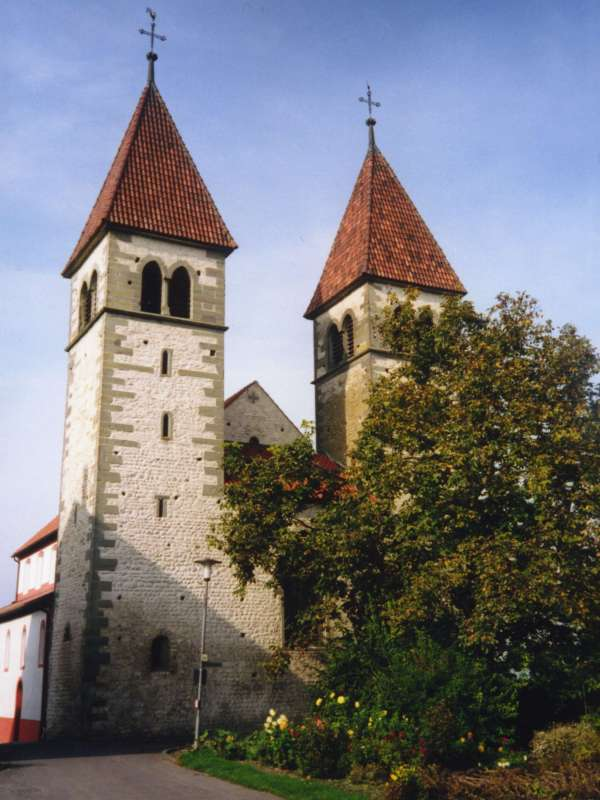
Chiesa dei santi Pietro e Paolo in Niederzell
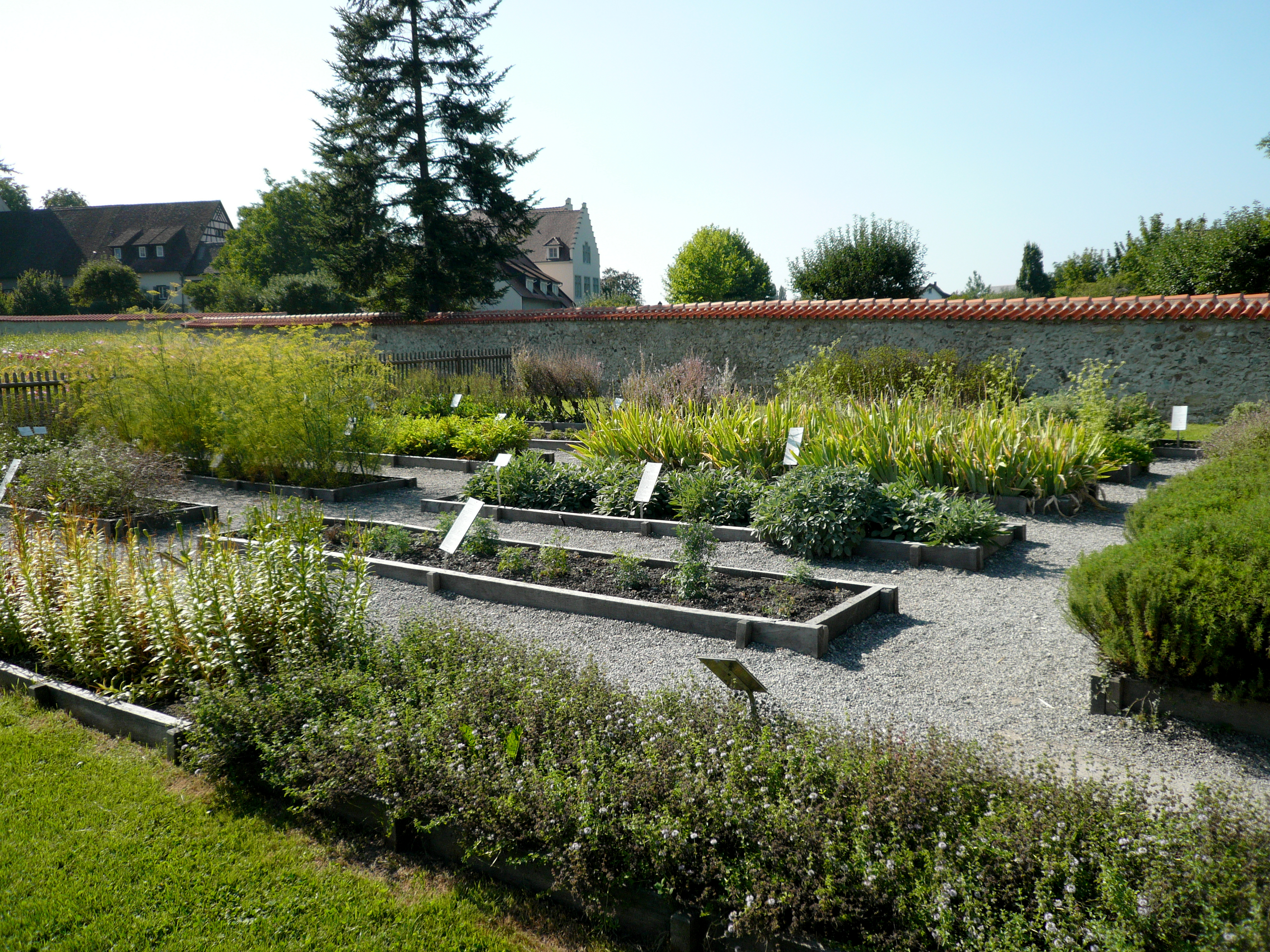
Orto botanico
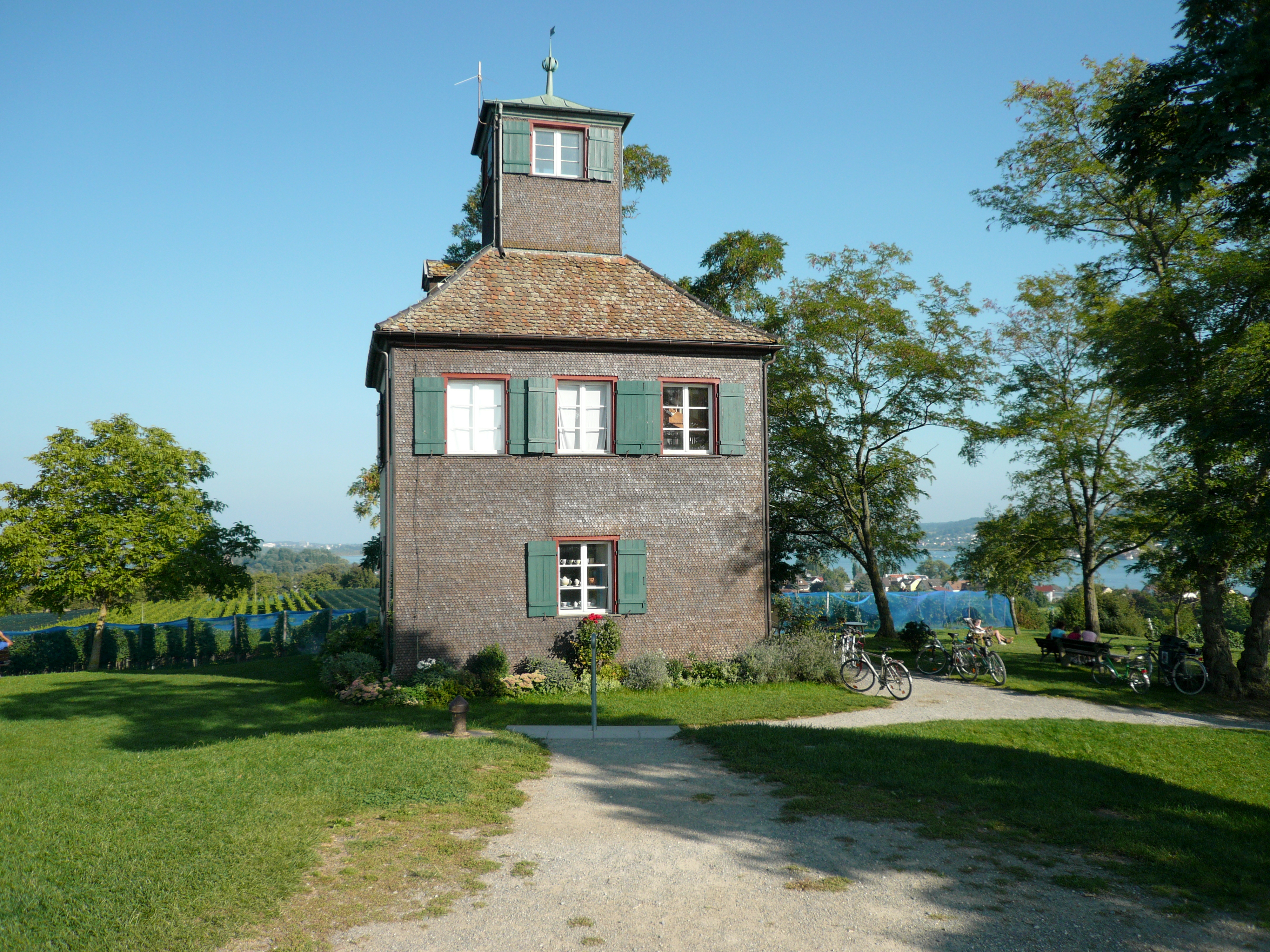
Il punto più alto
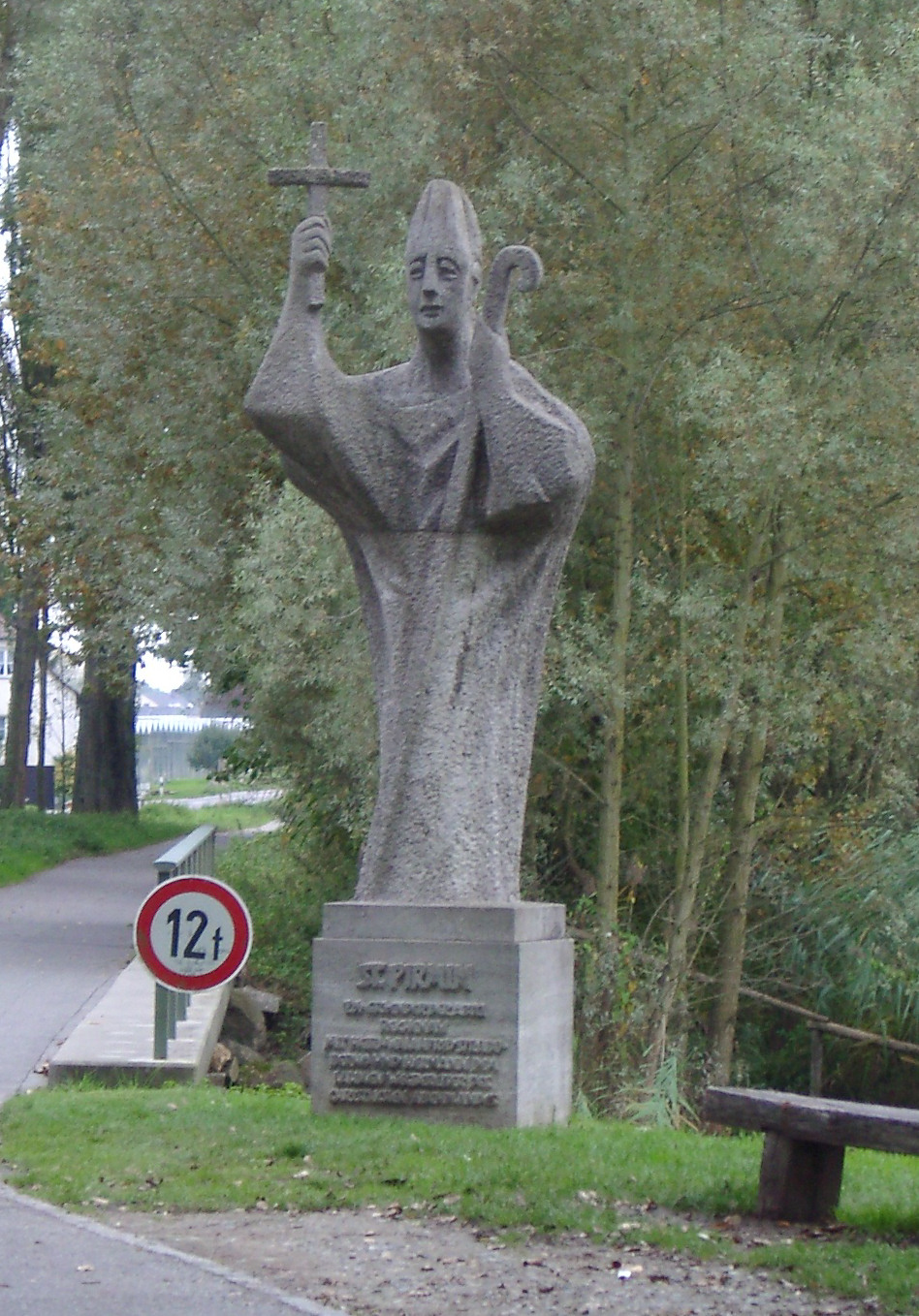
Statua di san Pirmino sul ponte